# باشگاه فوتبال متالورگ زاپروژیا
باشگاه فوتبال متالورگ زاپروژیا (اوکراینی: Футбо́льний клуб «Металу́рг» Запорі́жжя) یک باشگاه فوتبال در شهر زاپروژیا اوکراین است. این باشگاه در لیگ فوتبال اوکراین بازی می‌کند. این باشگاه در سال ۱۹۳۵ تأسیس شده‌است.
این باشگاه که در سال 2017 مجدداً تأسیس شد، یک "باشگاه فینیکس" از تیم کارخانه اصلی شوروی متالوره است که در سال های 1935-2016 وجود داشت. باشگاه اصلی دارای چندین رکورد تاریخی از فوتبال شوروی است، به ویژه در زمان حضور در لیگ دوم شوروی (در سال‌های 1971–1991 معروف به لیگ اول). این باشگاه بیشترین تعداد فصل سپری شده در سطح دوم شوروی و همچنین بیشترین تعداد امتیاز مسابقات را دارد. این باشگاه همچنین سه بار قهرمان مسابقات جمهوری اوکراین شده است.
"پس از تفکیک اتحاد جماهیر شوروی در سال ۱۹۹۱ و تا سال ۲۰۱۵، باشگاهی عضو لیگ برتر اوکراین بود و در چندین موقعیت به عنوان نماینده اوکراین در رقابت‌های باشگاهی اروپا شرکت کرد.
در سال ۲۰۱۵، باشگاه اصلی به ورشکستگی رسید و در سال ۲۰۱۶ لیگ برتر اوکراین نهایی آن را از مسابقات خود حذف کرد. در همان سال ۲۰۱۶، اعلام شد که یک باشگاه آماتور دیگر از زاپوریژیا (FC Rosso-Nero Zaporizhzhia) رسماً نام خود را به FC Metalurh Zaporizhzhia تغییر داده است و قصد دارد در همان سال در لیگ فوتبال آماتور اوکراین شرکت کند."
باشگاه Metalurh Zaporizhzhia، که در سال ۲۰۱۷ دوباره تشکیل شد، به عنوان یک “باشگاه فنیکس” از تیم کارخانه‌ای شوروی اصلی با نام Metalurh که در دوره ۱۹۳۵ تا ۲۰۱۶ وجود داشت، شناخته می‌شود. باشگاه اصلی دارای چندین رکورد تاریخی در فوتبال شوروی است، به ویژه در دوران مشارکت در لیگ دوم شوروی (که در دوره ۱۹۷۱ تا ۱۹۹۱ به عنوان لیگ اول شناخته می‌شد). این باشگاه بیشترین تعداد فصل‌ها را در لیگ دوم شوروی و بیشترین تعداد امتیازهای مسابقات کسب کرده دارد. همچنین، این باشگاه سه بار قهری در مسابقات جمهوری اوکراین شده است
از سال ۱۹۹۱ تا ۲۰۱۵، باشگاه اصلی عضو لیگ برتر اوکراین بود و در چندین موقعیت به عنوان نماینده اوکراین در رقابت‌های باشگاهی اروپا شرکت کرد. در سال ۲۰۱۵، باشگاه اصلی ورشکست شد و در سال ۲۰۱۶ لیگ برتر اوکراین نهایی آن را از مسابقات خود حذف کرد. در همان سال ۲۰۱۶، اعلام شد که یک باشگاه آماتور دیگر از زاپوریژیا (FC Rosso-Nero Zaporizhzhia) رسماً نام خود ر